# Faktor neosetljivosti eksploziva
Faktor neosetljivosti (F od I) je obrnuta skala merenja osetljivosti na udar eksplozivne supstance. U ovom konkretnom kontekstu, termin 'neosetljivost' se odnosi na verovatnoću iniciranja/detonacije usled udara, trenja, elektrostatičkog pražnjenja, primene plamena, itd. To je kvantitativna mera nivoa stimulusa koji je potreban da izazove eksplozivnu dekompoziciju.
Faktor neosetljivosti se određuje ispitivanjem na udar, obično korišćenjem tornja za padanje težine.  U ovom testu, mali uzorak eksploziva se stavlja na mali čelični nakovanj koji je urezan u udubljenje u dnu tornja. Cilindrična čelična težina od 1 kilograma (montirana unutar cevi da precizno vodi njeno spuštanje do tačke udara u centru nakovnja), zatim se ispušta na ispitni uzorak sa određene visine.  Uzorak se prati i tokom i nakon ovog procesa kako bi se utvrdilo da li dolazi do inicijacije. Ovaj test se ponavlja više puta, menjajući visinu pada prema propisanoj metodi. Koriste se različite visine, počevši od malog rastojanja (npr. 10 cm), a zatim se postepeno povećava do čak 3 metra.  Serija visina pada i da li je došlo do inicijacije se analiziraju statistički da bi se odredila visina pada za koju postoji 50% verovatnoća da će pokrenuti (inicirati) eksploziv.  Namera ovih testova je da se razviju bezbednosne pravila koja će regulisati dizajn, proizvodnju, rukovanje i skladištenje eksploziva i svih vrsta municija koja ga sadrži.
Referentni standardni uzorak RDX-a se trenutno koristi za kalibraciju padajućeg tornja, tako da se meri i beleži visina pada koja stvara 50% verovatnoće inicijacije u ovom materijalu. Visina pada koja je potrebna za pokretanje drugih eksploziva može se zatim povezati sa standardom RDX, tako da se može napraviti lako poređenje osetljivosti na udar između različitih eksploziva. Po konvenciji, eksplozivi koji imaju 50% inicijacionu visinu pada jednaku onoj RDX-a dodeljuju F od I od 80.
Skala je prvobitno definisana koristeći TNT kao referentni standard, pri čemu TNT, po definiciji ima F od I od tačno 100. Na ovoj originalnoj skali, RDX je dao F od I od oko 80. Nakon Drugog svetskog rata, kada su složenije eksplozivne kompozicije zamenile čisti TNT kao najčešći energetsku komponentu sistema naoružanja, RDX je tada usvojen kao referentni standard.
Osetljivost ne treba mešati sa senzitivnošću, koja je mera i koliko je lako detonirati eksploziv. U ovom kontekstu, eksploziv sa većom osetljivošću zahteva manji detonator ili šibicu da bi ga detonirao.
Faktor neosetljivosti eksploziva predstavlja ključan parametar u kontekstu vojne i industrijske bezbednosti. Ovaj faktor nije samo merilo otpornosti eksploziva na neželjenu inicijaciju, već i indikator za projektovanje i klasifikaciju eksploziva u skladu sa njihovom namenom i bezbednosnim zahtevima.

## Istorijat i značaj
Razvoj faktora neosetljivosti eksploziva je usko povezan sa istorijom vojne tehnologije, posebno nakon Drugog svetskog rata. U tom periodu, potreba za stabilnijim eksplozivima koji bi izdržali oštre uslove upotrebe bez rizika od neplanirane detonacije dovela je do intenzivnog istraživanja i razvoja novih materijala. Ovi napori su rezultirali stvaranjem eksploziva koji su bili daleko manje osetljivi, a istovremeno zadržavali ili čak poboljšavali energetske performanse. Baš iz tih razloga istorijat razvoja faktora neosetljivosti eksploziva može se razmatrati i u kontekstu potrebe za sigurnijim rukovanjem eksplozivima, posebno u vojnim i rudarskim operacijama. Razvoj je bio usmeren na pronalaženje ili modifikovanje eksploziva kako bi se smanjila osetljivost na neželjene spoljne podsticaje, a time i rizik od akcidenata.

## Metodologija ispitivanja
Ispitivanje faktora neosetljivosti se ne vrši samo padanjem težine sa različitih visina, već i putem niza drugih testova koji simuliraju različite vrste spoljnih uticaja. To uključuje testove za osetljivost na trenje, udar, temperaturu i vibracije. Kombinovanjem rezultata ovih testova, stručnjaci mogu dobiti sveobuhvatnu sliku o ponašanju eksploziva u različitim uslovima i uspostaviti bezbednosni protokoli na osnovu rezultata ovih testova.

## Praktična primena i bezbednosne implikacije
Faktor neosetljivosti ima direktan uticaj na dizajn municije i eksplozivnih sistema. S obzirom na to da su manje osetljivi eksplozivi poželjniji za vojne aplikacije zbog smanjenja rizika od akcidentalne detonacije, oni su postali standard u modernoj municiji. Ovo ima implikacije ne samo na bezbednost vojnika, već i na logistiku i skladištenje municije.

## Uticaj hemijske strukture
Različite hemijske strukture eksploziva imaju različit stupanj neosetljivosti. Diskusija o tome kako različite hemijske veze i molekulske konfiguracije utiču na faktor neosetljivosti može pružiti dublji uvid u razumevanje ove teme.

## Primeri eksploziva sa različitim faktorima neosetljivosti
Navođenje primera eksploziva sa visokim i niskim faktorom neosetljivosti može pomoći da se bolje razume praktična primena ove skale. Primeri mogu uključivati vojničke eksplozive, kao što su C-4 i Semteks, kao i industrijske eksplozive poput ANFO-a (amonijum-nitratni eksplozivi).

## Budući razvoj
Naučna i tehnološka istraživanja u oblasti faktora neosetljivosti eksploziva nastavljaju se sa ciljem stvaranja još stabilnijih i sigurnijih materijala. Napredak u oblasti materijala i hemije omogućava razvoj novih generacija eksploziva koji će imati još manju osetljivost na spoljne stimulanse, a istovremeno će zadržati ili čak povećati svoju energetsku efikasnost. Ovo uključuje istraživanje na molekularnom nivou, gde se putem dizajna molekula eksploziva nastoji postići optimalna kombinacija stabilnosti i reaktivnosti.

## Tehnološke inovacije u detonaciji
Jedan od pristupa smanjenju osetljivosti eksploziva jeste korišćenje mešavina ili kompozita, gde se visokoenergetski materijali kombinuju sa inertnim vezivima ili stabilizatorima. Ove mešavine mogu značajno smanjiti osetljivost na inicijalne podražaje, dok istovremeno održavaju potrebnu energetsku vrednost. Takođe, istražuje se i korišćenje nanotehnologije za kontrolu reaktivnosti eksploziva na veoma preciznom nivou.
Tehnološke inovacije igraju ključnu ulogu u kontroli detonacije eksploziva sa visokom osetljivošću. Razvoj naprednih detonatora i inicijatora koji mogu precizno kontrolisati energiju potrebnu za pokretanje eksplozije omogućava upotrebu osetljivijih eksploziva u sigurnijem okruženju.

## Napredak u dizajnu eksploziva
Istraživanja i razvoj u oblasti dizajna eksploziva često se fokusiraju na povećanje neosetljivosti bez žrtvovanja performansi. Diskusija o napretku u ovoj oblasti može pokazati kako se savremena nauka i tehnologija primenjuju u stvaranju novih formulacija i kompozita koji su otporniji na neželjene detonacije. Na primer, istraživanja su fokusirana na razvoj insenzitivnih municija (IM) koje ostaju stabilne pod ekstremnim uslovima, kao što su požar ili udar, što ih čini sigurnijim za vojne operacije.

## Budući trendovi i istraživanja
Na kraju, budući trendovi i istraživanja u oblasti neosetljivih eksploziva mogu se istražiti u kontekstu novih materijala, kao što su nano-materijali ili polimerni matriksi, koji mogu pružiti još veću stabilnost i kontrolu. Ova istraživanja mogu uključivati i interdisciplinarne pristupe, kombinujući hemiju, fiziku i inženjerske discipline u cilju razvoja sledeće generacije eksploziva.
Sve ove sekcije zajedno pružaju sveobuhvatan pogled na kompleksnost i značaj faktora neosetljivosti eksploziva, kao i na njegov uticaj na različite aspekte društva i industrije.
Istraživanja za poboljšanje testova FI-ja i razumevanja neosetljivosti su u toku. Naučnici razvijaju sofisticiranije testove koji simuliraju širi spektar realnih uslova, uključujući ekstremne temperature, pritiske i vlažnost. Napredak u računarskoj simulaciji takođe pruža nove alatke za predviđanje FI-ja na molekularnom nivou, otvarajući vrata dizajniranju novih eksploziva sa poboljšanim karakteristikama otpornosti.

## Istraživanje alternativnih eksplozivnih materijala
Istraživači takođe rade na pronalaženju alternativnih materijala koji mogu delovati kao eksplozivi, ali sa manje rizika. To može uključivati organske perokside, azide, ili čak potpuno nove klase hemijskih jedinjenja koje imaju potencijal za oslobađanje energije, ali su inherentno stabilnije.

## Napredak u dijagnostici i senzorici
Napredak u tehnologiji senzora omogućava bolje praćenje stanja eksploziva i njihovih komponenti. Senzori mogu detektovati promene u hemijskom sastavu, temperaturi, pritisku i drugim faktorima koji bi mogli ukazivati na povećan rizik od neželjene detonacije. Ovi sistemi su ključni za rano upozoravanje i prevenciju nesreća.

## Uticaj faktora neosetljivosti na vojne strategije
Faktor neosetljivosti direktno utiče na vojne strategije, posebno u kontekstu skladištenja municije i planiranja operacija. Vojske širom sveta traže eksplozive koji pružaju visoke performanse uz minimalan rizik od nekontrolisane detonacije.

## Uticaj na civilnu upotrebu
Iako je većina istraživanja usmerena na vojne aplikacije, postoji i značajan uticaj na civilnu upotrebu. To uključuje prskalice, petarde, vatromet i druge industrijske primene gde je sigurnost od suštinskog značaja. Razvoj neosetljivih eksploziva može poboljšati bezbednost i efikasnost u ovim oblastima.

## Klasifikacija eksploziva po faktoru neosetljivosti
Eksplozivi se mogu klasifikovati na osnovu njihove neosetljivosti, sa posebnim fokusom na primenu u različitim uslovima. Vojska i civilni sektor koriste različite standarde za klasifikaciju, u zavisnosti od potrebnih performansi i bezbednosnih zahteva.
Takođe, važno je napomenuti da faktor neosetljivosti nije jedina mera koja se koristi za karakterizaciju eksploziva. Druge važne mere uključuju brzinu detonacije, energiju detonacije, i temperaturu detonacije. Sve ove mere zajedno pružaju sveobuhvatan prikaz svojstava eksploziva.

## Zašto je FI važan? Bezbednost, razminiranje i više
Značaj FI-ja se proteže daleko izvan laboratorija. Visoko osetljivi eksplozivi predstavljaju značajan rizik za neslučajne detonacije, povećavajući opasnost pri rukovanju, skladištenju i transportu. Dizajniranje eksploziva sa visokim FI-jem čini ih sigurnijim za civilnu upotrebu, od municije do pirotehnike. U svetu razminiranja, precizni podaci o FI-ju pomažu inženjerima da bezbedno razminiraju zaleđena područja i neutrališu eksplozivne ostatke rata. U forenzičkoj nauci, analiza FI-ja može pružiti dragocene tragove u istragama eksplozija.
Merenje i upravljanje FI-jem nisu bez izazova. Čistoća i fizičke osobine eksploziva mogu uticati na njihov FI, čineći ga varijablom i zahtevajući pažljivo kalibriranje testova. Staranje materijala takođe može povući FI na gore ili dole, zahtevajući redovno praćenje i potencijalnu zamenu eksploziva. Štaviše, postoji inherentni kompromis između visokog FI-ja i drugih svojstava eksploziva. Materijali sa vrlo visokim FI-jem mogu imati slabiju detonativnu moć, čineći ih manje efikasnim u određenim aplikacijama. Pronalaženje prave ravnoteže između sigurnosti i performansi je vitalan zadatak za inženjere eksploziva.
Važno je razumeti da veći faktor neosetljivosti ne znači nužno da je eksploziv sigurniji za upotrebu. Na primer, eksploziv sa visokim faktorom neosetljivosti može biti otporniji na udar, ali bi mogao biti osetljiviji na druge vrste stimulacije, kao što je toplota. Stoga, prilikom rukovanja eksplozivima, uvek je važno razumeti sve aspekte njihovih svojstava, a ne samo oslanjati se na jednu meru kao što je faktor neosetljivosti.

## Testovi za ispitivanje faktora neosetljivosti
Faktor neosetljivosti se određuje kroz seriju testova, uključujući test padajuće težine. Međutim, važno je napomenuti da ovaj test nije jedini način merenja faktora neosetljivosti. Drugi testovi mogu uključivati testove trenja, elektrostatičkog pražnjenja, ili čak testove sa otvorenim plamenom. Svaki od ovih testova pruža drugačiji uvid u to kako eksploziv može reagovati na različite vrste stimulacije. 

## Izazovi i ograničenja
Iako su manje osetljivi eksplozivi poželjni iz bezbednosnih razloga, njihov razvoj i proizvodnja nose sa sobom i određene izazove. Na primer, smanjenje osetljivosti može ponekad dovesti do smanjenja brzine detonacije ili potrebe za jačim inicijatorima. Takođe, novi materijali mogu biti skuplji za proizvodnju ili zahtevati složenije metode obrade.

## Regulativa i standardizacija
Kako se razvijaju novi eksplozivi, tako se razvijaju i međunarodni standardi i regulative koje osiguravaju da se faktor neosetljivosti eksploziva može pouzdano meriti i upoređivati. Ovo podrazumeva uspostavljanje univerzalnih protokola za ispitivanje i klasifikaciju eksploziva, što je od suštinskog značaja za međunarodnu trgovinu i saradnju u oblasti odbrane i bezbednosti.
Faktor neosetljivosti ima direktan uticaj na regulative koje se tiču transporta, skladištenja i rukovanja eksplozivima. 

## Etički i pravni izazovi
Kako tehnologija eksploziva napreduje, tako se javljaju i etički i pravni izazovi. Pitanja poput izvoza, regulacije i potencijalne zloupotrebe eksploziva od strane neautorizovanih grupa ili pojedinaca postaju sve važnija. Globalna zajednica mora raditi na stvaranju balansa između napretka u tehnologiji i očuvanja globalne sigurnosti.

## Međunarodna saradnja
Međunarodna saradnja je ključna za razmenu znanja i iskustava u vezi sa neosetljivim eksplozivima. Države i organizacije moraju sarađivati kako bi uspostavile standarde, razvile zajedničke protokole za sigurnost i sprečile širenje tehnologija koje bi mogle biti zloupotrebljene.

## Sigurnosni protokoli i obuka
Povećanje neosetljivosti eksploziva takođe zahteva razvoj i implementaciju odgovarajućih sigurnosnih protokola i obuka za osoblje koje rukuje eksplozivima. To uključuje vojno osoblje, radnike u rudnicima, građevinske radnike, i druge. Edukacija i obuka su ključni za prevenciju nesreća i osiguravanje da se eksplozivi koriste na odgovoran način.

## Ekološki i ekonomski aspekti
Manje osetljivi eksplozivi su takođe od interesa iz ekološke perspektive, jer smanjuju rizik od nekontrolisanih eksplozija koje mogu zagađivati okolinu. Ekonomski gledano, smanjenje rizika omogućava smanjenje troškova osiguranja i potencijalnih šteta, što je značajno za kompanije koje proizvode i rukuju eksplozivima. Manja osetljivost može smanjiti rizik od nenamernih eksplozija koje mogu izazvati štetne efekte na okolinu.

## Dugoročni uticaj na okolinu
Iako su neosetljivi eksplozivi dizajnirani da budu sigurniji, njihov dugoročni uticaj na okolinu mora biti pažljivo razmotren. To uključuje njihovu razgradnju, mogućnost kontaminacije tla i vode, i uticaj na biodiverzitet. Održivi razvoj u ovoj oblasti zahteva inovacije koje smanjuju ekološki otisak.

## Zaključak
Faktor neosetljivosti eksploziva je daleko više od jednostavnog broja, to je u stvari ključan aspekt u dizajnu i upotrebi eksplozivnih materijala, koji direktno utiče na bezbednost, efikasnost i ekološki otisak. Kontinuirani napredak u ovoj oblasti obećava stvaranje još sigurnijih i efikasnijih eksplozivnih sistema, ali zahteva i pažljivo balansiranje između različitih tehničkih i ekonomskih faktora. Budući razvoj će nesumnjivo biti vođen težnjom ka optimizaciji faktora neosetljivosti, uz istovremeno očuvanje ili poboljšanje performansi eksploziva.